# Chlorops cinerapennis
Chlorops cinerapennis är en tvåvingeart som beskrevs av Adams 1903. Chlorops cinerapennis ingår i släktet Chlorops och familjen fritflugor. Inga underarter finns listade i Catalogue of Life.